# Henryk Rzętkowski

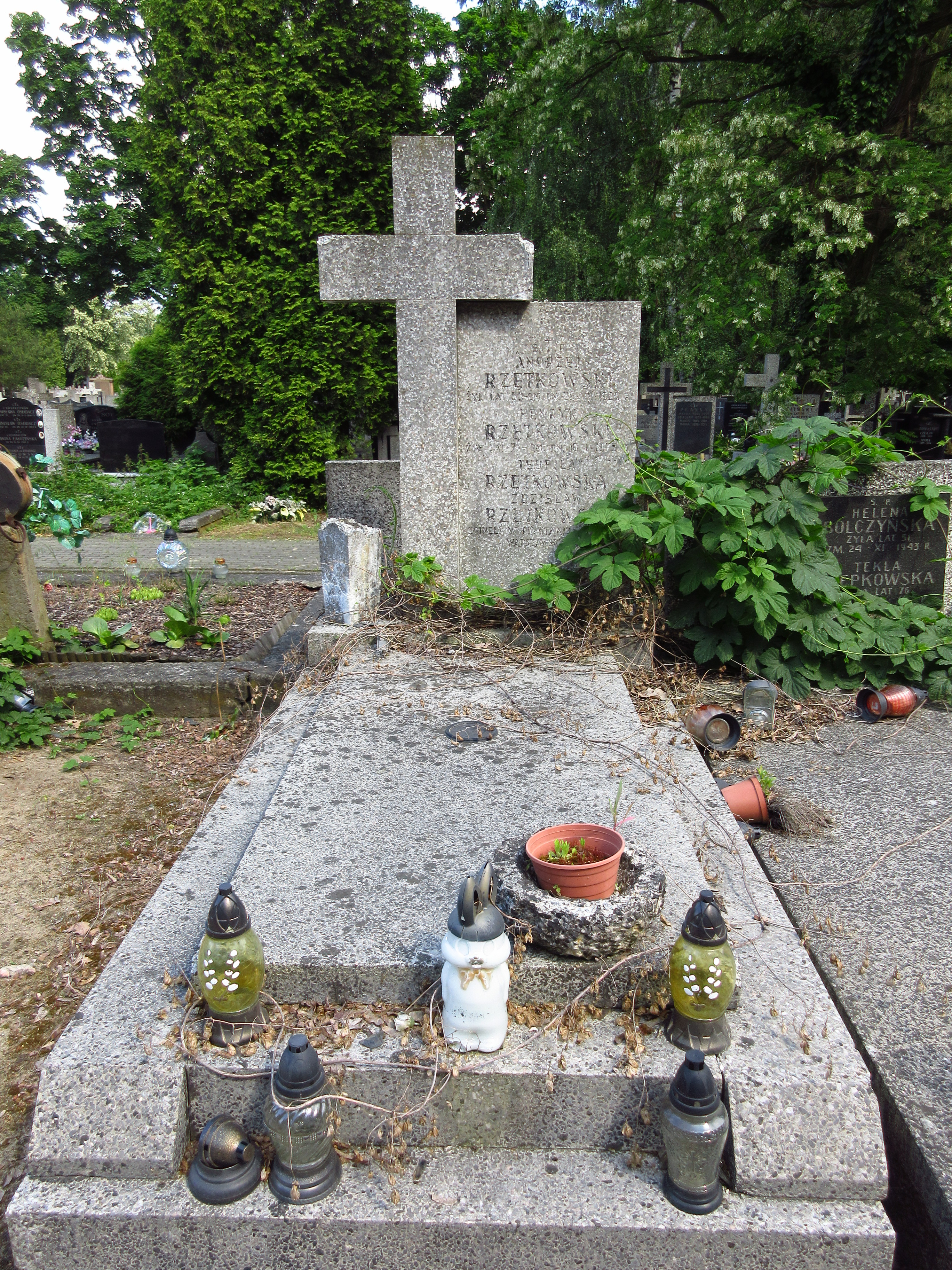
Grób Henryka Rzętkowskiego na cmentarzu Bródnowskim

Henryk Rzętkowski (ur. 15 kwietnia 1901 w Warszawie, zm. 10 stycznia 1972 tamże) – aktor kina przedwojennego i powojennego.

## Życiorys
Syn Andrzeja i Teofili, właścicieli sklepu kolonialno-spożywczego. W Warszawie ukończył sześć klas gimnazjum i Instytut Filmowy. Grywał epizody w Teatrze Popularnym w Warszawie. W latach 1916–1918 występował w teatrach amatorskich, w 1922 należał do zespołu Teatru Polskiego w Warszawie, 1925 w Teatrze Palace w Białymstoku, w sezonie 1925/26 w teatrze w Grodnie, w latach 1926–1934 ponownie w warszawskim Teatrze Polskim, w którym był kierownikiem statystów. Do wybuchu II wojny światowej pracował na scenach TKKT. W czasie wojny, do 1944 pracował w jawnym Teatrze Miasta Warszawy. Po powstaniu warszawskim został wywieziony do obozu pracy w Niemczech.
Po wojnie, w latach 1945–1972 grał drobne role w Państwowym Teatrze Polskim w Warszawie. Zwany generałem i przywódcą statystów. Epizodysta, nigdy nie zagrał drugoplanowej i głównej roli w filmie.
Pochowany 17 stycznia 1972 na cmentarzu Bródnowskim (kwatera 44B-2-19).

## Ordery i odznaczenia
- Srebrny Krzyż Zasługi (13 listopada 1953)[3]
- Brązowy Krzyż Zasługi (16 stycznia 1946)[4]
- Medal 10-lecia Polski Ludowej (19 stycznia 1955)[5]

## Wybrana filmografia
- 1924 - Śmierć za życie. Symfonia ludzkości
- 1927 - Ziemia obiecana jako robotnik
- 1928 - Pan Tadeusz jako sierżant Gonta
- 1928 - Przeznaczenie
- 1929 - Policmajster Tagiejew jako policjant
- 1929 - Szlakiem hańby jako marynarz
- 1930 - Niebezpieczny romans
- 1930 - Na Sybir jako rosyjski strażnik na sybirze
- 1931 - Dziesięciu z Pawiaka jako żandarm z brodą
- 1932 - Rycerze mroku
- 1932 - Ułani, ułani, chłopcy malowani
- 1932 - Księżna Łowicka jako pobity wartownik
- 1933 - 10% dla mnie
- 1933 - Każdemu wolno kochać jako parobek
- 1933 - Jego ekscelencja subiekt jako dozorca
- 1934 - Pieśniarz Warszawy jako Franciszek, pomocnik Krópki
- 1934 - Awanturki jego córki
- 1934 - Córka generała Pankratowa jako kozak gubernatora
- 1934 - Czarna perła jako Antoni, dozorca kamienicy
- 1935 - Antek policmajster jako aresztant
- 1936 - Jadzia jako tragarz
- 1936 - Pan Twardowski jako handlarz na jarmarku, sprzedawca perfum
- 1938 - Za zasłoną jako majster Muniek, znajomy Karola w restauracji
- 1938 - Sygnały jako gość w gospodzie „Pod żaglami”
- 1951 - Młodość Chopina jako zarządzający
- 1956 - Zemsta jako dworzanin Cześnika
- 1959 - Tysiąc talarów jako bandyta

## Teatr TV
- 1972 - Martin Eden jako barman
- 1970 - Żywy Trup jako właściciel traktierni
- 1968 - Dożywocie
- 1967 - Wrogowie
- 1966 - Skowronek jako kat
- 1965 - Kapitan z Koepenick
- 1964 - Lubow Jarowaja
- 1962 - Pies Ogrodnika
- 1960 - Proces Joanny D'Arc w Ruen w roku 1431 jako żołnierz II
- 1955 - Spartakus jako Lantulus